# Zoonosis con ciclos sinantrópicos
Las zoonosis parasitarias con ciclos sinantrópicos son aquellas que pueden afectar a animales sinantrópicos y acceder al hombre a través de ellos.
El término zoonosis se aplica cualquier enfermedad infecciosa que pueda transmitirse de otros animales a humanos. Las zoonosis que pueden pasar del hombre a otras especies animales se conocen como zooantroponosis.
Se entiende por sinantropía la capacidad de ciertos animales de habitar o de beneficiarse de ecosistemas urbanos, o antropizados, sin considerarse entre ellos a los animales domésticos.
Los ciclos de vida de organismos parásitos que desarrollan su ciclo o una parte de él en estos animales se conocen como ciclos sinantrópicos.
Los ciclos de vida que se desarrollan en animales salvajes al margen de la vida humana son conocidos como parantrópicos.

## Casos
Existen muchos ejemplos, uno de ellos es la triquinosis. Causada por un nematodo del género Trichinella, tiene un ciclo directo desarrollándose todos sus estados en el mismo hospedador. La fase infectiva es la larva incluida en un quiste en la musculatura estriada de carnívoros y omnívoros. Cuando las larvas son ingeridas (carnivorismo, canibalismo, carroñerismo) se desarrollan a machos y hembras en el intestino, las larvas generadas atraviesan la pared intestinal y migran a la musculatura cerrándose el ciclo. La especie más extendida es T. spiralis que puede afectar a una amplia gama de mamíferos, dándose ciclos panantrópicos en animales salvajes (en cánidos, félidos, suídos…), y sinantrópicos (como en roedores o suidos) que acercan el parásito al hombre al afectarse cerdos domésticos.

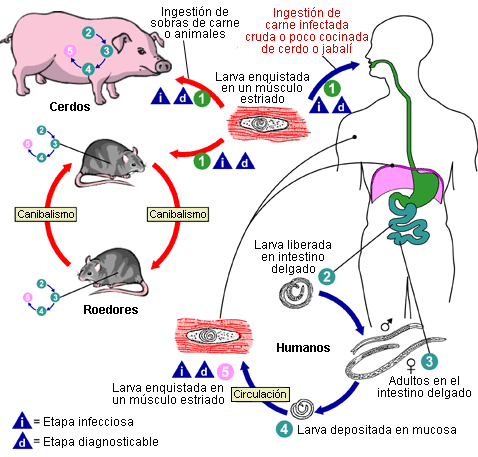
Ciclo de la triquinosis